# Deetz (Sachsen-Anhalt)
Deetz (Sachsen-Anhalt) este o comună din landul Saxonia-Anhalt, Germania.